# Slag bij Ethandun

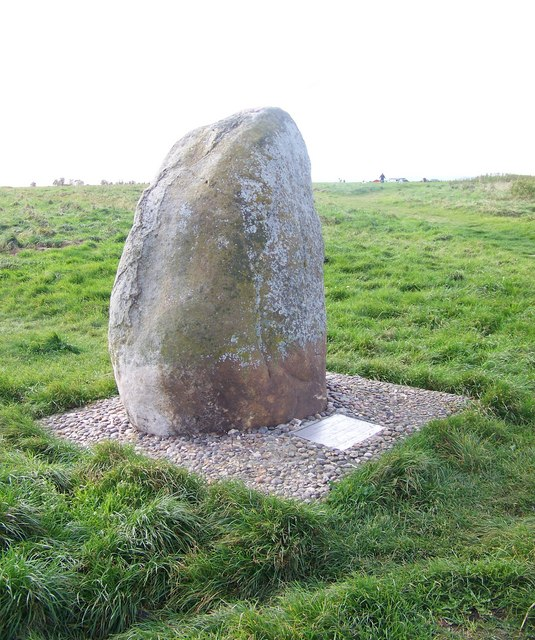
Gedenksteen ter aandenking van de Slag bij Ethandun vlak bij Bratton Castle.

De Slag bij Ethandun of Edington is de plaats nabij Edington waar tussen 6 en 12 mei 878 de strijdkrachten van het Angelsaksische koninkrijk van Wessex onder Alfred de Grote het Grote heidense leger onder leiding van Guthrum versloegen. Dit leidde nog in hetzelfde jaar tot het Verdrag van Wedmore.